# دیکنیش
دیکِنیِش (به مجاری:  Gyékényes) یک منطقهٔ مسکونی در مجارستان است که در ناحیه چورگو واقع شده‌است. دیکنیش ۳۳٫۷۶ کیلومتر مربع مساحت و ۹۹۴ نفر جمعیت دارد.